# Richard Priestley Lifton
Richard Priestley Lifton é um nefrólogo e geneticista estadunidense. É Professor Sterling da Universidade Yale.

## Prêmios e condecorações
- 2001 Membro da Academia Nacional de Ciências dos Estados Unidos
- 2008 Prêmio Wiley de Ciências Biomédicas[1]
- 2014 Breakthrough Prize in Life Sciences